# Félix Suárez Colomo
Félix Suárez Colomo   (Cistérniga, 6 de desembre de 1950 - 3 de setembre de 2020) va ser un ciclista espanyol, que va córrer entre 1976 i 1978. En el seu palmarès destaca el Trofeu Masferrer de 1976. El 1972 va prendre part en els Jocs Olímpics d'Estiu de Múnic, on quedà eliminat en sèries en la prova de velocitat individual del programa de ciclisme.

## Palmarès
- 1971
  -  Campió d'Espanya de Velocitat
- 1972
  -  Campió d'Espanya de Velocitat
- 1973
  -  Campió d'Espanya de Velocitat
- 1974
  -  Campió d'Espanya de Velocitat
- 1976
  - 1r al Trofeu Masferrer
- 1977
  - Vencedor d'una etapa de la Volta a Llevant
  - Vencedor d'una etapa de la Volta a Aragó